# Saint Charles (Kentucky)
Pour les articles homonymes, voir Saint-Charles.
La ville de Saint Charles est située dans le comté de Jefferson, dans le Commonwealth du Kentucky, aux États-Unis. Sa population, qui s’élevait à 277 habitants lors du recensement de 2010, est estimée à 269 habitants en 2016.

## Histoire
La localité a été créée en 1872 en tant que camp pour l’industrie minière sur un terrain acheté à J. I. D. Woodruff par la Saint Bernard Mining Company. En 1873, le bureau de poste a été établi sous le nom de Woodruff. Quand la ville a été incorporée en tant que city en 1874, son nom a été changé en Saint Charles pour une raison inconnue.

## Source
- (en) Cet article est partiellement ou en totalité issu de l’article de Wikipédia en anglais intitulé « St. Charles, Kentucky » (voir la liste des auteurs).

1. ↑  (en) Rennick, Robert. Kentucky Place Names, p. 260. University Press of Kentucky (Lexington), 1987. Accessed 4 October 2013
2. ↑  (en) « Population and Housing Unit Estimates » (consulté le 9 juin 2017)
3. ↑  (en) « Census of Population and Housing », Census.gov (consulté le 4 juin 2015)